# Dennis Lindley
Pour les articles homonymes, voir Lindley.
Dennis Victor Lindley est un statisticien britannique né le 25 juillet 1923 et décédé le 14 décembre 2013. Il est connu pour être l'un des défenseurs de la statistique bayésienne et pour ses travaux en théorie de la décision.
Il est aussi connu pour avoir formulé le paradoxe de Lindley (en) ou paradoxe de Jeffreys-Lindley.
En 2000, l'International Society for Bayesian Analysis (ISBA) a créé le prix Lindley en son honneur pour récompenser des recherches innovantes en statistiques bayésiennes.

## Biographie
Après avoir travaillé pour le ministère de l'Offre à partir de 1942, il rejoint le National Physical Laboratory en 1945 puis le département de statistiques de l'université de Cambridge. En 1960, il crée le département de statistiques de l'université du pays de Galles à Aberystwyth et en 1967, il devient chef du département de statistiques du University College de Londres. Il prend sa retraite en 1977.

## Publications
- (en) D. V. Lindley et A. F. Smith, « Bayes estimates for the linear model », Journal of the Royal Statistical Society. Series B (Methodological),‎ 1972, p. 1-41
- (en) Dennis V. Lindley, « A statistical paradox », Biometrika, vol. 44, nos 1-2,‎ 1957, p. 187-192
- (en) Dennis V. Lindley, Understanding uncertainty, Wiley-Interscience, 2006 (ISBN 978-0-470-04383-7)

## Prix et distinctions
- 1968 : médaille Guy en argent[4]
- 2002 : médaille Guy en or[4]